# Acropora haimei
Acropora haimei е вид корал от семейство Acroporidae. Възникнал е преди около 0,0117 млн. години по времето на периода кватернер.

## Разпространение и местообитание
Този вид е разпространен в Джибути, Египет, Еритрея, Йемен, Израел, Йордания, Кения, Мозамбик, Оман, Саудитска Арабия, Сомалия, Судан и Танзания.
Обитава крайбрежията на океани, морета, заливи и рифове в райони с тропически климат.

## Описание
Популацията на вида е намаляваща.